# Municipio de Bearcreek
El municipio de Bearcreek (en inglés: Bearcreek Township) es un municipio ubicado en el condado de Jay en el estado estadounidense de Indiana. En el año 2010 tenía una población de 1578 habitantes y una densidad poblacional de 16,81 personas por km².

## Geografía
El municipio de Bearcreek se encuentra ubicado en las coordenadas 40°31′12″N 84°55′47″O / 40.52000, -84.92972. Según la Oficina del Censo de los Estados Unidos, el municipio tiene una superficie total de 93.88 km², de la cual 93,84 km² corresponden a tierra firme y (0,04 %) 0,04 km² es agua.

## Demografía
Según el censo de 2010, había 1578 personas residiendo en el municipio de Bearcreek. La densidad de población era de 16,81 hab./km². De los 1578 habitantes, el municipio de Bearcreek estaba compuesto por el 98,35 % blancos, el 0,13 % eran afroamericanos, el 0,13 % eran amerindios, el 0,13 % eran asiáticos, el 0,13 % eran de otras razas y el 1,14 % eran de una mezcla de razas. Del total de la población el 0,95 % eran hispanos o latinos de cualquier raza.